# Кефисодор (стратег Тилоса)
Кефисодор — харакенский стратег на Тилосе (современный остров Бахрейн) во II веке до н. э.
Кефисодор был харакенским стратегом на Тилосе во II веке до н. э. Стелла с его именем в тексте на греческом языке была обнаружена в 1997 году во время раскопок. В ней сообщается о посвящении Кефисодром, «стратегом Тилоса и островов», храма Диоскуров Гиспаосину и царице Талассии. Возможно, к «островам» относились не только непосредственно окружавшие архипелаг, но и другие территории в Персидском заливе. По всей видимости, сам Кефисодор проживал на большом острове. По мнению исследователей, должность стратега на Тилосе, видимо, появилась при селевкидском царе Антиохе III, когда он посещал остров во время своего похода на Герру. И является маловероятным, что правители Харакены завоевали Тилос самостоятельно — видимо, они унаследовали влияние здесь от Селевкидов.